# Polyester-Urethan-Kautschuk
Polyester-Urethan-Kautschuk (technische Kurzbezeichnung nach ISO 1629 AU) ist ein Polyurethan-Kunststoff mit elastischen Eigenschaften ähnlich dem Naturgummi, aber besserer chemischer und mechanischer Beständigkeit. Er ist unter den Handelsnamen Vulkollan (Bayer AG) und Urepan (VKRT, Vereniging van Kuststof en Rubber Technologen) bekannt.

## Herstellung
Das Polymer wird typischerweise aus Polyesterpolyolen, Naphthylen-1,5-diisocyanat und Glycolen, die als Kettenverlängerer dienen, hergestellt. Der Reaktionspartner des Polyesters bei der Urepan-Herstellung ist das Isocyanat Desmodur TT. Als Vulkanisierungsmittel nutzt man Schwefel oder peroxidische Vernetzer.

## Eigenschaften und Verwendung
Polyester-Urethan-Kautschuk ist ein gummielastischer Werkstoff mit einer weiten Bandbreite von physikalischen und chemischen Eigenschaften. Das Elastomer kommt als Schaumstoff, zelliger Weichkunststoff (Zelliges Vulkollan) und Massivkunststoff (Massives Vulkollan und Urepan) zum Einsatz. Die Schaumstoff und zellige Variante wird vorwiegend in der Molchtechnik eingesetzt. Das AU besitzt für den Einsatz in Molchen für Lebensmitteltechnik und Pharmazie eine Zulassung nach FDA für die USA sowie nach EU-Recht. Der Massivkunststoff wird zu Rädern, Scheiben und Rollen, Manschetten sowie Ummantelungen verarbeitet.
| Eigenschaften Polyester-Urethan-Kautschuk-Varianten |                                    |                                    |                                    |
| Kurzname                                            | AU                                 | AU                                 | AU                                 |
| Bezeichnung                                         | Polyester-Urethan-Kautschuk-Schaum | Polyester-Urethan-Kautschuk zellig | Polyester-Urethan-Kautschuk massiv |
| Anwendung                                           | Molchkörper                        | Molchkörper                        | Halbzeug, Rollen, Manschetten      |
| Dichte / Shore-A-Härte                              | 16–160 kg/m3                       | 550 kg/m3                          | 75±5                               |
| Temperaturbereich Einsatz                           | +5 bis +80 °C                      | +5 bis +80 °C                      | −20 bis +80 °C                     |